# Raon-lès-Leau
 Raon-lès-Leau  là một xã của tỉnh Meurthe-et-Moselle, thuộc vùng Grand Est, đông bắc nước nước Pháp. Xã này nằm ở khu vực có độ cao trung bình 440 mét trên mực nước biển.